# 南北京 (伊利諾伊州)
南北京（英語：South Pekin）是位於美國伊利諾伊州塔茲韋爾縣的一個村落。

## 地理
南北京的座標為40°29′34″N 89°39′07″W / 40.49278°N 89.65194°W，而該地最高點為海拔高度156米（即512英尺）。

## 人口
根據2010年美國人口普查的數據，南北京的面積為1.29平方千米，當中陸地面積為1.29平方千米，而水域面積為0.00平方千米。當地共有人口1146人，而人口密度為每平方千米888人。